# Lista episoadelor din Vampire Knight

### Sezonul 1
| #  | Titlu                                                        | Lansare originala |
| -- | ------------------------------------------------------------ | ----------------- |
| 01 | „Night of Vampires” „Vanpaia no Yoru” (ヴァンパイアの夜)     | Apr 8, 2008       |
| 02 | „Memories of Blood” „Chi no Kioku” (血の記憶)                | Apr 15, 2008      |
| 03 | „The Fang of Repentance” „Zange no Kiba” (懺悔の牙)          | Apr 22, 2008      |
| 04 | „Trigger of Condemnation” „Danzai no Juu Tsume” (断罪の銃爪) | Apr 29, 2008      |
| 05 | „Moonlight Festivities” „Gekka no Kyouen” (月下の饗宴)       | 6 mai 2008        |
| 06 | „Their Choices” „Karera no Sentaku” (彼等の選択)             | 13 mai 2008       |
| 07 | „The Scarlet Maze” „Hiiro no Meikyuu” (緋色の迷宮)           | 20 mai 2008       |
| 08 | „Gunshot of Sorrow” „Nageki no Juusei” (嘆きの銃声)          | 27 mai 2008       |
| 09 | „Crimson Gaze” „Kurenai no Shisen” (紅の視線)                | iun 3, 2008       |
| 10 | „The Princess of Darkness” „Yami no Hime” (闇の姫)           | iun 10, 2008      |
| 11 | „Consequence of Desire” „Nozomi no Daishou” (望みの代償)     | iun 17, 2008      |
| 12 | „Vow of the Pureblood” „Junketsu no Chikai” (純血の誓い)     | iun 24, 2008      |
| 13 | „Crimson Chains” „Shinku no Ringu” (深紅の鎖)                | iul 1, 2008       |

### Sezonul 2
| #  | Title                                                              | Original airdate |
| -- | ------------------------------------------------------------------ | ---------------- |
| 1  | „The Sinners of Fate ~Guilty~” „Shukumei no Giruti” (宿命の罪人達) | Oct 7, 2008      |
| 2  | „The Eternal Promise ~Paradox~” „Eien no Paradokkusu” (永遠の約束) | Oct 14, 2008     |
| 3  | „The Lapis Lazuli Portrait” „Ruridama no Mirāju” (瑠璃玉の肖像)    | Oct 21, 2008     |
| 4  | „Devil's Awakening” „Akuma no Ribidō” (悪魔の胎動)                 | Oct 28, 2008     |
| 5  | „The Subordinate's Trap” „Jūzoku no Torappu” (従属の罠)            | nov 4, 2008      |
| 6  | „The Fake Lovers” „Itsuwari no Ravāzu” (偽りの恋人)                | nov 11, 2008     |
| 7  | „The Kiss of Thorns” „Ibara no Kisu” (茨の口づけ)                  | nov 18, 2008     |
| 8  | „Spiraling Recollections” „Tsuioku no Supairaru” (追憶の螺旋)      | nov 25, 2008     |
| 9  | „Revival of the Mad Emperor” „Fukkatsu no Enperā” (復活の狂王)     | dec 2, 2008      |
| 10 | „Prelude to the Battle” „Tatakai no Pureryūdo” (戦いの序曲)        | dec 9, 2008      |
| 11 | „Two Souls” „Futari no Raibuzu” (二人の命)                         | dec 16, 2008     |
| 12 | „World's End” „Sekai no Piriodo” (世界の果て)                      | dec 23, 2008     |
| 13 | „Vampire's Knight” „Vanpaia no Naito” (ヴァンパイアの騎士)         | dec 30, 2008     |